# Bernart Astorgat
Bernart Astorgat o Bertran(d) Astorgat (... – ...) è un presunto trovatore occitano sconosciuto, il cui nome viene riportato da Friedrich Diez in Leben und Werke der Troubadours... e in Biographies des troubadours... di Camille Chabaneau.